# Seldjouk
Seldjouk, Selçuk, Seljuk ou Saljuq (mort vers 1009) est l'éponyme et fondateur des dynasties seldjoukides.

## Biographie
Seldjouk est un Turkmène d'une famille de militaires de la maison des Oğuz (Oghouzes) Kinik. Il est le fils de Duqâq qui se sépare avec son ulus (peuple-état), du gros des oghouzes et vient établir son campement sur la rive droite du Syr-Daria (Latin : Iaxartes, arabe : Sihoun). Seldjouk fait remonter ses origines au roi mythique Afrasiab par trente quatre générations. Il a eu trois (ou quatre) fils : Isra`il, Mikha'îl, Mûsâ (et Yûnus). Ces prénoms bibliques suggèrent qu'il était en relation avec le judaïsme des Khazars ou avec des chrétiens nestoriens. Néanmoins, l'usage est de faire précéder leur nom par Arslan (lion).
En 985/86, il est amené à s'exiler avec son ulus, poussé par la pénurie de pâturages par les Chinois ou par ses opposants politiques . Ils s'installent en Transoxiane vers Boukhara. C'est à cette période qu'une partie de son ulus se convertit à l'islam. Il n'est pas sûr que Seldjouk se soit converti. Le sultan ghaznévide Mahmoud de Ghaznî  qui domine la région cherche à s'en faire des auxiliaires.
Arslan-Isra`îl est envoyé par Mahmoud au Khorasan puis en campagne au Caucase. C'est de là que le petit-fils d'Arslan-Isra`îl se lancera à la conquête de l'Anatolie fondant le sultanat de Roum. Arslan-Isra`îl rend visite à Mahmoud, le sultan prend ombrage de la puissance militaire que celui-ci prétend pouvoir mobiliser. Il fait prisonnier Isra`îl. Ce dernier meurt en prison sept ans après. Avant sa mort, il a fait parvenir à ses frères un message les incitant à s'emparer du royaume.
Arslan-Mikha'îl et Arslan-Mûsâ restent au Kharezm. Les fils de Arslan-Mikha'îl, Tuğrul Beg (Tuğrul : faucon) et Çağri Beg (Çağri : épervier), deviennent les khan du Khorasan. Ils franchissent l'Amou-Daria. Ils occupent les deux grandes cités du Khorasan Merv et Nichapur (1028/29).
En 1030, le Ghaznévide Mahmoud décède et est remplacé par son fils Muhammed qui est démis en 1031 et remplacé par Masûd de Ghaznî.
La conversion à l'Islam sunnite permet aux Seldjoukides d'être à l'abri d'attaques venant d'autres peuples islamisées au nom du jihad, et de pouvoir attaquer les Bouyides chiites comme hérétiques. Ils sont d'autant mieux reçus par les populations qu'elles voient en eux des libérateurs.
Seldjouk meurt aux environs de 1009.
Le Ghaznévide Masûd, qui vient de remporter des victoires en Inde, revient au Khorasan avec l'intention de reprendre la situation en main. Le 23 mai 1040, il subit une cuisante défaite en affrontant les deux fils de Mikha'îl. le Khorasan tombe aux mains des Seldjoukides. C'est Toghrul-Beg, le fils aîné d'Arslan-Mikha'îl, qui va créer l'empire seldjoukide en conquérant toute la Perse et l'Irak entre 1040 et 1060.